# أغانو (نييغاتا)
مدينة أغانو (بالإنجليزية: Agano)‏ هي أحد المدن التابعة لمحافظة نييغاتا. تأسست رسميًا في 01/04/2004. ويقدر عدد سكانها بـ 46158 نسمة حسب تقدير مكتب الإحصاء الياباني لعام 2012. تبلغ مساحة أغانو 192.72 كم2. بكثافة سكانية تبلغ 240 نسمة/كم2.